# Ondřej Šourek
Ondřej Šourek (ur. 26 kwietnia 1983 w Ledečy nad Sázavou) – czeski piłkarz występujący na pozycji obrońcy.